# Young Thug
Jeffery Lamar Williams (* 16. srpna 1991 Atlanta, Georgie, USA) je americký rapper a hudební producent. Proslul svým neobvyklým hlasem a personou, prvně se prosadil jako hostující umělec na písních jiných jižanských rapperů, jakými například byli Rich Homie Quan, Birdman, Waka Flocka Flame, T.I. nebo Gucci Mane. Na začátku své kariéry vydal sérii nezávislých mixtapes, kterou v roce 2011 odstartovala mixtape s názvem I Came From Nothing. V roce 2013 získal smlouvu na labelu rappera Gucciho Manea 1017 Records, kde vydal mixtape 1017 Thug.
Průlomovým rokem byl rok 2014, kdy prorazil s písněmi „Stoner“ (47. příčka v žebříčku Billboard Hot 100) a „Danny Glover“. V témže roce se upsal pod label 300 Entertainment, který vede Lyor Cohen. V roce 2015 vydal úspěšné mixtapes Barter 6 a dva díly Slime Season. V roce 2016 následovaly mixtapes I'm Up, Slime Season 3 a kritiky nejvíce oceňovaná Jeffery. Roku 2019 vydal platinové debutové album So Much Fun, které v roce 2021 následovalo druhé album Punk.

## Biografie

### Dětství
Jeffery Lamar Williams se narodil v roce 1991 v Atlantě jako druhé nejmladší z jedenácti dětí. Vyrůstal v bytovém komplexu na Jonesboro South.

### Počátky kariéry (2011–2013)
Od června 2011 do července 2012 vydal tři díly mixtapeové série I Came from Nothing. Díky nim si ho všiml atlantský rapper Gucci Mane, který ho v roce 2013 upsal pod svůj label 1017 Records, spadající pod společnosti Asylum/Atlantic. Young Thug zde v únoru 2013 vydal první mixtape pod nahrávací společností, ten nesl název 1017 Thug. Mixtape se setkal s úspěchem u hudebních kritiků. Časopis Rolling Stone ho označil jako 5. nejlepší mixtape roku. Úspěch zaznamenala i píseň „Picacho“.
V říjnu 2013 vydal svůj debutový komerční singl „Stoner“ (47. příčka v žebříčku Billboard Hot 100). Píseň se dočkala řady neoficiálních remixů od rapperů jako Wale, Jim Jones, Jadakiss, Iamsu! a Trick-Trick. Další úspěšnou písní byla „Danny Glover“, kterou zremixovali například Waka Flocka Flame a Nicki Minaj.

### Cesta ke slávě (2014)
V lednu 2014 uveřejnil, že dostal nabídku v hodnotě 1,5 milionu dolarů, když se upíše pod label Freebandz rappera Futurea. V březnu 2014 jednal s labelem Cash Money Records a jeho šéfem Birdmanem, což vedlo ke spekulacím o nabídnutí smlouvy, což ovšem později label popřel.
V březnu 2014 vyvolal kontroverzi, když ohlásil, že své debutové album hodlá pojmenovat Carter 6 v odkazu na sérii alb, které pod tímto názvem vydal rapper Lil Wayne. Během první poloviny roku vydal mixtapes Black Portland (s Bloody Jay), Young Thugga Mane La Flare (s Gucci Mane) a World War 3D: The Purple Album (s Gucci Mane). V červnu podepsal smlouvu s labelem 300 Entertainment. Přesto v druhé polovině roku ještě stihl u labelu 1017 Records vydal dva mixtapes 1017 Thug 2 a 1017 Thug 3: The Finale.

### Barter 6 a série Slime Season (2015–2016)
Na rok 2015 bylo plánováno jeho debutové album s názvem Carter 6. Název byl poctou rapperovi Lil Wayneovi, který tehdy chystal vydání alba Tha Carter V. Lil Wayne se ovšem k tomuto počinu Young Thuga vyjádřil kriticky a dokonce nabádal své fanoušky, aby Young Thuga přestali poslouchat. Následně Young Thug uveřejnil, že mu bylo vyhrožováno žalobou, a že se proto rozhodl změnit název alba na Barter 6. Z alba se však nakonec stala jen další mixtape. Přesto byla vydána k prodeji a ve svém prvním týdnu se ji v USA prodalo 17 000 ks, čímž debutovala na 22. příčce žebříčku Billboard 200, jako Young Thugův první počin. V dubnu 2015 oznámil, že jeho debutové album ponese název Hy!£UN35 (což znamená HiTunes). V roce 2015 rovněž došlo k rozsáhlému úniku dat z Young Thugova archivu. Proto se rozhodl uniklé písně vydat na mixtapes Slime Season a Slime Season 2 (září až říjen 2015). Ze Slime Season pochází úspěšný singl „Best Friend“ (45. příčka v žebříčku Billboard Hot 100).
V únoru 2016 vydal EP s názvem I'm Up, kterého se v první týden v USA prodalo 22 000 ks, čímž debutovalo na 22. příčce žebříčku Billboard 200. V březnu následovala mixtape Slime Season 3, které se v první týden prodalo 38 000 ks (7. příčka v Billboard 200). Ze Slime Season 3 pochází úspěšné singly „With Them“ (87. příčka) a „Digits“ (93. příčka). Díky této mixtape konečně pokryl uniklá data. V dubnu 2016 bylo vydáno debutové album kolektivu Bankroll Mafia, který v roce 2015 utvořili T.I., Young Thug a Shad da God.

### Jeffery (2016)
V červenci 2016 oznámil vydání své nové mixtape s názvem Jeffery. Název odkazuje na civilní jméno Young Thuga. CEO labelu 300 Entertainment oznámil, že Young Thug si s touto mixtape změní pseudonym na „No, My Name Is Jeffery“. Sám Young Thug nakonec však jen uvedl, že si mění pseudonym na Jeffery pouze na jeden týden, ve kterém vyjde jeho mixtape. Na obalu mixtape je Young Thug vyfocen v dámských šatech, které navrhl italský návrhář Alessandro Trincone. Fotografii pořídil fotograf Garfield Lamond. Obal mixtape se stal virálním a vyvolal vlnu kontroverze mezi fanoušky. Mixtape byla vydána 26. srpna 2016. V první týden prodeje se ji v USA prodalo 37 000 ks (8. příčka v žebříčku Billboard 200). Jako bonusová píseň je na mixtape umístěn společný singl s Travisem Scottem „Pick Up the Phone“ (43. příčka, platinová certifikace).

### Beautiful Thugger Girls, Super Slimey a Slime Language (2017–2018)
V červnu 2017 vydal u společností 300 a Atlantic komerční mixtape s názvem Beautiful Thugger Girls. Projekt byl nejdříve propagován pod názvem Easy Breezy Beautiful Thugger Girls a pod zkratkou E.B.B.T.G. Výkonným producentem desky byl kanadský zpěvák Drake. Young Thug na tomto projektu vystupuje z trapového žánru a vedle rapu více zpívá. Trapové beaty jsou doplněny o zvuk akustické kytary. Na albu se tak míchají žánry trap, hip-hop a pop. Po vydání se mixtape umístila na 8. příčce žebříčku Billboard 200 s 37 000 prodanými kusy během prvního týdne prodeje (po započítání streamů). Z projektu se v žebříčku Billboard Hot 100 umístila jen jedna skladba, a to píseň „Relationship“ (ft. Future) (65. příčka).
V září 2017 vydal společné nezávislé EP s hudebním producentem Carnage. EP nese název Young Martha a obsahuje čtyři písně. V téže době vyšel singl „Havana“ od zpěvačky Camily Cabello, na kterém hostoval a který obsadil vrchol americké hitparády a stal se 10x platinovým.
V říjnu překvapivě vydal komerční mixtape Super Slimey, na kterém spolupracoval s rapperem Futurem. Na většině písní vystupovali jako duo, ale mixtape obsahuje také sólové písně obou rapperů. Mixtape debutoval na 2. příčce žebříčku Billboard 200 s prodejem 75 000 ks (se započítanými streamy) během prvního týdne. V žebříčku Billboard Hot 100 se umístily následující písně: „Patek Water“ (s Future (ft. Offset)) (50. příčka), „No Cap“ (s Future) (62. příčka), „All da Smoke“ (s Future) (77. příčka) a „Three“ (s Future) (100. příčka).
V dubnu 2018 vydal EP Hear No Evil, které se skládalo ze tří písní. Singl „Anybody“ (ft. Nicki Minaj) se umístil na 89. příčce žebříčku Billboard Hot 100.
V srpnu 2018 vydal projekt Slime Language, na kterém spolupracoval s umělci ze svého labelu Young Stoner Life Records. Projekt, jehož výkonnými producenty byli Wheezy a London on da Track, vydal na své 27. narozeniny.
Na konci září vydal EP s názvem On the Rvn.

### So Much Fun, Slime & B, Slime Language 2 a Punk (2019–2021)
V květnu 2019 vydal singl „The London“, na kterém hostovaly hvězdy J. Cole a Travis Scott. Singl se umísitl na 12. příčce žebříčku Billboard Hot 100, jako v té době jeho nejvýše umístěný. Píseň byla původně vydána jako singl k plánovanému projektu s názvem Gold Mouf Dog. Album ovšem bylo nakonec nazváno So Much Fun a vydáno v srpnu 2019. Výkonným producentem alba byl rapper a hudební producent J. Cole. Album debutovalo na první příčce žebříčku Billboard 200 a v USA se stalo platinovým.
V květnu 2020 vydal společný mixtape se zpěvákem Chrisem Brownem. Mixtape Slime & B se umístil na 24. příčce žebříčku Billboard 200. Obsahuje hit „Go Crazy“ (9. příčka). V září 2020 si připsal další number-one hit díky spolupráci na písni „Franchise“ od Travise Scotta featuring Young Thug, M.I.A. a Future.
V dubnu 2021 vydal druhé společné album se svým labelem Young Stoner Life Records. Album Slime Language 2 debutovalo na první příčce žebříčku Billboard 200 se 113 000 prodanými kusy (po započítání streamů) v první týden prodeje v USA. Z alba uspěly zejména písně „Solid“ (s YSL a Gunna (ft. Drake)) (12. příčka) a „Ski“ (s YSL a Gunna) (18. příčka), přičemž dalších pět se rovněž umístilo v žebříčku Billboard Hot 100.
Na vrchol americké hitparády se znovu podíval díky hostování na hitovém singlu „Way 2 Sexy“ z Drakeova alba Certified Lover Boy.
V říjnu 2021 vyšlo jeho druhé studiové album nazvané Punk. S 90 000 prodanými kusy (po započítání streamů) album debutovalo na 1. příčce žebříčku Billboard 200, jako již jeho třetí. Po vydání se v žebříčku Billboard Hot 100 umístilo pět písní z alba. Jedinou, která vysloveně zabodovala, byla „Bubbly“ (s Drake a Travis Scott) (20. příčka).

### Business Is Business (2023–...)
V červnu 2023 vyšlo jeho třetí studiové album s názvem Business Is Business. Deska vyšla zatímco byl již přes rok ve vazbě. O pár dní později vyšla deluxe verze, kterou poskládal výkonný producent alba Metro Boomin. Projekt debutoval na druhé příčce žebříčku Billboard 200. Nejúspěšnějšími písněmi byly „Oh U Went“ (ft. Drake) (19. příčka) a „Parade on Cleveland“ (ft. Drake) (39. příčka).

## Osobní život
Je zasnoubený s Jerrikou Karlae. Je otcem šesti dětí, které má se čtyřmi ženami.

## Problémy se zákonem
Po incidentu v roce 2015, kdy na autobus, který převážel rappera Lil Waynea na jeho turné, stříleli členové gangu Bloods, byl i Young Thug mezi žalovanými osobami v žalobě podané řidičem autobusu.
V roce 2017 byl žalován za nedodržení smlouvy, když se neukázal na domluveném koncertu ve městě Rochester. Šlo již o druhou takovou žalobu, poprvé byl Young Thug za nedodržení smlouvy žalován v roce 2016 v Texasu.
V březnu 2017 byl žalován za údajné ublížení na těle (měl dát facku ženě). Policie ale případ odmítla vyšetřovat pro nedostatek důkazů.
V roce 2017 proběhla policejní razie v jeho domě ve městě Sandy Springs u Atlanty. Young Thug byl obviněn z držení kokainu, marihuany a palných zbraní. Právníci ovšem upozornili na to, že policie provedla razii bez soudního příkazu. Obvinění tak byla stažena.
V září 2017 byl znovu zatčen za držení drog a zbraní. Po třech dnech ve vazbě byl propuštěn na kauci. Následně byl obviněn z držení drog s úmyslem jejich prodeje a z držení zbraní.
V květnu 2022 byl on a rapper Gunna mezi 28 zatčenými v případu gangových aktivit (spojených s uskupením YSL Records) a komplotu s úmyslem porušit Racketeer Influenced and Corrupt Organizations Act (RICO). Po prohlídce jeho domu bylo k jeho obviněním přidáno dalších sedm trestných činů souvisejících s nelegálním držením drog a zbraní. Na konci října 2024 byl po téměř dvou a půl letech ve vazbě propuštěn na svobodu. Young Thug se doznal k gangovým aktivitám a držení zbraní a drog. Nepřiznal se k vyděračství a k obvinění, že by gang řídil. Soud ho odsoudil k odnětí svobody po dobu, kterou strávil ve vazbě, a k patnáctileté podmínce. Při jejím porušení mu hrozí dvacetileté odnětí svobody. Současně byl odsouzen k obecně prospěšným pracím.

## Diskografie

### Studiová alba
- 2019 – So Much Fun
- 2021 – Punk
- 2023 – Business Is Business

### Komerční mixtapes
- 2016 – I'm Up
- 2016 – Slime Season 3
- 2016 – Jeffery
- 2017 – Beautiful Thugger Girls

### EP
- 2017 – Young Martha (s Carnage)
- 2018 – Hear No Evil
- 2018 – On the Rvn

### Spolupráce
- 2017 – Super Slimey (s Future)
- 2018 – Slime Language (s Young Stoner Life Records)
- 2020 – Slime & B (s Chris Brown)
- 2021 – Slime Language 2 (s Young Stoner Life Records)